# アリスと太陽
『アリスと太陽』（アリスとたいよう）は、凸ノ高秀による日本の漫画。『週刊少年ジャンプ』（集英社）において、2017年26号に読切が掲載された後、2018年31号から同年51号まで連載された。

## あらすじ
目立つことを恐れて孤独に作曲を続けてきた涼木太陽と、天才的な歌声を持つアメリカの帰国子女・篠原アリス。正反対の2人だったが、ある日太陽は用事でアリスのもとを訪れる。眠っていたアリスを起こしてしまい、部室を後にする太陽。しかし、その際に生徒手帳を落とし、アリスは生徒手帳を渡しに太陽と再開する。そこでアリスには突然作者が消してしまったお気に入りの曲があった事を聞かされる。それはかつて太陽が作った曲だった。奇跡の出会いで結成された「アリスと太陽」は、音楽で「世界征服」へ向け、動き始める。

## 登場人物

### 主要人物
涼木 太陽（すずき たいよう）
キーボード担当。10月9日生まれ。
「平凡に生きる」がモットーの地味な高校1年生。中学時代に自分が作った曲を笑いものにされて以来、目立つことや人と関わることが苦手に。アリスに作曲の才能を見出され、バンドを結成することになる。
篠原 アリス（しのはら ありす）
ボーカル担当。5月27日生まれ。
アメリカから転入してきた美少女。天才的な歌声を持ち、夢はグラミー賞を獲って「世界征服」すること。希に男勝りな声で喋る。
百ヶ瀬しのん（ももがせ しのん）
ドラマー。
現役アイドルにして「アリスと太陽」のドラマー。素は関西弁。

### 主要人物の関係者
板東 京士（ばんどう きょうじ）
軽音楽部の顧問。担当は日本史だが、音楽の専門知識が豊富な謎の人。
桐島 由里（きりしま ゆり）
ユリ姉ェ。音楽スタジオのオーナー。アリスの従姉妹で、一緒に暮らしている。
左鳩 獅郎（さばと しろう）
大手レコード会社、カエサルミュージックの大物プロデューサー。

## 反響
読み切りが掲載される前から、作者の凸ノの幼なじみである歌い手の湯毛、動画投稿者のフルコンがTwitterで本作の告知をしたことから期待されていた。読み切りの掲載後は読者から大絶賛され、本作の登場人物と「同世代の中高生から特に大好評」であった。連載が開始された時には読者から「面白そう」だと期待され、連載化を喜ぶ声が上がっていた。

## 制作背景
「ジャンプでぱんつを描く」という夢を抱いていた凸ノは、読み切りが掲載された際に夢が叶ったと喜んでいる。

## 書誌情報
- 凸ノ高秀『アリスと太陽』集英社〈ジャンプ・コミックス〉、全3巻
  1. 2018年11月2日発売[5][6]、ISBN 978-4-08-881659-3
  2. 2019年2月4日発売[7]、ISBN 978-4-08-881725-5
  3. 2019年2月4日発売[8]、ISBN 978-4-08-881750-7